# Mirko Pigliacelli
Mirko Pigliacelli (Roma, 30 giugno 1993) è un calciatore italiano, portiere del Catanzaro.

## Carriera

### Club

#### Giovanili alla Roma e passaggio al Parma
Inizia la sua carriera nelle giovanili della Roma, fino alla formazione Primavera con la quale nella stagione 2010-2011 vince il campionato Primavera.
Nel 2012 passa in al Parma in Serie A, ma nella stessa estate si trasferisce in prestito al Sassuolo in Serie B., dove però colleziona una sola presenza.
Nella stagione 2013-2014 gioca nel Pescara ancora con la formula del prestito, ma la sua esperienza con gli abruzzesi dura solo 6 mesi. Infatti già durante la successiva sessione del mercato invernale passa con la stessa modalità alla Reggina, dove rimarrà fino a fine stagione e totalizzerà ben 21 presenze.

#### Frosinone, promozione in A e prestiti in B
Nella stagione 2014-2015 si trasferisce a titolo temporaneo con diritto di riscatto al Frosinone dove si alterna, per tutto il girone di andata, con l'altro portiere gialloazzurro Massimo Zappino. Il 26 gennaio 2015 viene riscattato ufficialmente dalla squadra ciociara.
Il 31 maggio 2015, in seguito alla prima storica promozione in Serie A del club ciociaro, diventa cittadino onorario di Frosinone insieme al resto della squadra.

#### Ritorno al Pescara, prestiti in B
Il 31 agosto 2015 rescinde ufficialmente il proprio contratto con il Frosinone, per accasarsi, nello stesso giorno, al Pescara. Contestualmente viene girato in prestito per un anno alla Pro Vercelli.
Rientrato al Pescara, non riesce a collezionare nessuna presenza nella prima parte di stagione con gli abruzzesi e il 5 gennaio 2017 si trasferisce ufficialmente in prestito al Trapani fino al 30 giugno 2017.

#### Universitatea Craiova
Nell'estate del 2018 passa ai rumeni del U Craiova, allenati dal connazionale Devis Mangia. Il 24 febbraio 2019, nella gara persa per 3-2 contro la Steaua Bucarest, segna su rigore il momentaneo 1-1; è stato designato tiratore dopo che la squadra ha fallito cinque tiri consecutivi dal dischetto.

#### Palermo
Nel luglio 2022, dopo quattro anni trascorsi in Romania, torna in Italia firmando un contratto con il Palermo, neopromosso in Serie B.  Esordisce con i rosanero il 31 luglio, nella vittoria casalinga per 3-2 contro la Reggiana, valevole per il turno preliminare di Coppa Italia. Gioca titolare durante la stagione e contribuisce alla tranquilla salvezza della squadra siciliana. Il 5 luglio 2023 estende il contratto con la società fino al 30 giugno 2025.

#### Catanzaro
Il 16 luglio 2024, viene acquistato a titolo definitivo dal Catanzaro, sempre in Serie B con un contratto sino al 29 giugno 2026.

## Statistiche

### Presenze e reti nei club
Statistiche aggiornate al 25 maggio 2025.
| Stagione            | Squadra             | Campionato          | Campionato | Campionato    | Coppe nazionali | Coppe nazionali | Coppe nazionali | Coppe continentali | Coppe continentali | Coppe continentali | Altre coppe | Altre coppe | Altre coppe | Totale | Totale  |
| Stagione            | Squadra             | Comp                | Pres       | Reti          | Comp            | Pres            | Reti            | Comp               | Pres               | Reti               | Comp        | Pres        | Reti        | Pres   | Reti    |
| ------------------- | ------------------- | ------------------- | ---------- | ------------- | --------------- | --------------- | --------------- | ------------------ | ------------------ | ------------------ | ----------- | ----------- | ----------- | ------ | ------- |
| 2012-2013           | Sassuolo            | B                   | 1          | -1            | CI              | 0               | 0               | -                  | -                  | -                  | -           | -           | -           | 1      | -1      |
| 2013-gen. 2014      | Pescara             | B                   | 3          | -1            | CI              | 2               | -4              | -                  | -                  | -                  | -           | -           | -           | 5      | -5      |
| gen.-giu. 2014      | Reggina             | B                   | 21         | -36           | CI              | -               | -               | -                  | -                  | -                  | -           | -           | -           | 21     | -36     |
| 2014-2015           | Frosinone           | B                   | 17         | -26           | CI              | 0               | 0               | -                  | -                  | -                  | -           | -           | -           | 17     | -26     |
| 2015-2016           | Pro Vercelli        | B                   | 39         | -48           | CI              | -               | -               | -                  | -                  | -                  | -           | -           | -           | 39     | -48     |
| 2016-gen. 2017      | Pescara             | A                   | 0          | 0             | CI              | 0               | 0               | -                  | -                  | -                  | -           | -           | -           | 0      | 0       |
| gen-giu. 2017       | Trapani             | B                   | 21         | -24           | CI              | -               | -               | -                  | -                  | -                  | -           | -           | -           | 21     | -24     |
| 2017-gen. 2018      | Pescara             | B                   | 8          | -14           | CI              | 1               | -4              | -                  | -                  | -                  | -           | -           | -           | 9      | -18     |
| Totale Pescara      | Totale Pescara      | Totale Pescara      | 11         | -15           |                 | 3               | -8              |                    | -                  | -                  |             | -           | -           | 14     | -23     |
| gen.-giu. 2018      | Pro Vercelli        | B                   | 21         | -33           | CI              | -               | -               | -                  | -                  | -                  | -           | -           | -           | 21     | -33     |
| Totale Pro Vercelli | Totale Pro Vercelli | Totale Pro Vercelli | 60         | -81           |                 | -               | -               |                    | -                  | -                  |             | -           | -           | 60     | -81     |
| 2018-2019           | U Craiova           | L1                  | 26+10      | -24 + -10 ; 1 | CR              | 3               | -4              | UEL                | 2                  | -4                 | SR          | 1           | -1          | 42     | -43; 1  |
| 2019-2020           | U Craiova           | L1                  | 20+9       | -22 + -14     | CR              | 1               | -3              | UEL                | 6                  | -7                 | -           | -           | -           | 36     | -46     |
| 2020-2021           | U Craiova           | L1                  | 30+10      | -14 + -11     | CR              | 6               | -4              | UEL                | 1                  | -2                 | -           | -           | -           | 47     | -31     |
| 2021-2022           | U Craiova           | L1                  | 26+10      | -24 + -8      | CR              | 2               | -3              | UECL               | 1                  | -1                 | SR          | 1           | 0           | 40     | -36     |
| lug. 2022           | U Craiova           | L1                  | 1          | -2            | CR              | 0               | 0               | UECL               | 0                  | 0                  | -           | -           | -           | 1      | -2      |
| Totale U Craiova    | Totale U Craiova    | Totale U Craiova    | 103+39     | -86 + -43; 1  |                 | 12              | -14             |                    | 10                 | -14                |             | 2           | -1          | 166    | -158; 1 |
| 2022-2023           | Palermo             | B                   | 38         | -49           | CI              | 2               | -5              | -                  | -                  | -                  | -           | -           | -           | 40     | -54     |
| 2023-2024           | Palermo             | B                   | 36+1       | -51+-2        | CI              | 1               | -2              | -                  | -                  | -                  | -           | -           | -           | 38     | -55     |
| Totale Palermo      | Totale Palermo      | Totale Palermo      | 74+1       | -100 + -2     |                 | 3               | -7              |                    | -                  | -                  |             | -           | -           | 78     | -109    |
| 2024-2025           | Catanzaro           | B                   | 38+3       | -45 +-4       | CI              | 1               | -4              | -                  | -                  | -                  | -           | -           | -           | 42     | -53     |
| Totale carriera     | Totale carriera     | Totale carriera     | 345+43     | -414 + -49; 1 |                 | 19              | -33             |                    | 10                 | -14                |             | 2           | -1          | 419    | -511; 1 |

## Palmarès

### Club

#### Competizioni giovanili
- Campionato Primavera: 1

Roma: 2010-2011
- Coppa Italia Primavera: 1

Roma: 2011-2012
- Supercoppa Primavera: 1

Roma: 2012

#### Competizioni nazionali
- Campionato italiano di Serie B: 1

Sassuolo: 2012-2013
- Coppa di Romania: 1

U Craiova: 2020-2021
- Supercoppa di Romania: 1

U Craiova: 2021